# Édouard Lebas
Pour les articles homonymes, voir Lebas.
Édouard Lebas (Édouard Augustin Lebas), né à Octeville (Manche), le 18 novembre 1897 et mort à Carteret (Manche), le 4 juillet 1975, est un préfet, écrivain et homme politique français. Surnommé tour à tour le « préfet de la Libération », le « préfet des ruines » ou le « préfet de Coutances », il fut le premier préfet de la métropole libérée en 1944. Ce fut, en outre, l'unique préfet manchois originaire des lieux.

## Biographie

### Jeunesse, famille et formation
Fils de Charles-Édouard Le Bas (né en 1859), propriétaire terrien, éleveur de chevaux, vice-président de la société d'agriculture de Cherbourg et chevalier du Mérite agricole, et de Marie-Augustine Toussaint (née en 1872), Édouard suit des études secondaires aux lycées de Cherbourg puis de Saint-Brieuc. Intégrant le lycée Lakanal à Sceaux en classe préparatoire, il a dix-huit ans lorsque la Première Guerre mondiale éclate. Mobilisé du 3 novembre 1917 au 16 octobre 1919, à dix-neuf ans, il est touché par un obus, et transporté avec les mourants vers l'hôpital militaire. Il n'est rendu à la vie civile que deux ans plus tard. Cette première expérience de guerre l'aidera dans son choix de résistance, lorsque la Seconde Guerre mondiale éclata.
Il devient maître d'internat au lycée Lakanal tout en fréquentant la faculté des lettres de Paris. Il obtient ainsi l'agrégation d'histoire et de géographie.
D'abord professeur au lycée Malherbe à Caen de 1925 à 1928, il est successivement envoyé à Cherbourg de 1928 à 1932, Angers en 1932 et Caen de 1933 à 1945 en qualité de censeur.
Durant la Seconde Guerre mondiale, horrifié par l'occupation partielle puis totale de l'armée allemande, il s'engage dans la Résistance dans le Calvados, communiquant avec de Gaulle par messages secrets dissimulés dans des tubes d'aspirine. Agent P1, apportant une aide régulière à la Résistance, et engagé dans les Forces françaises combattantes du 1er juillet 1942 au 30 septembre 1944, ses actions lui valent d'être noté dès mai 1944 sur les listes clandestines de nouveaux préfets rédigées par Michel Debré et Émile Laffon dans le but d'assurer une autorité administrative française dès la Libération. Prévu pour la préfecture de la Manche le 29 mai 1944 (à la place de Moussinet, ancien S.P. nommé préfet sans affectation par le C.F.L.N. en octobre 1943 et qui figure sur la liste Guizot de mars 1944), il est désigné préfet de la Manche délégué dans les fonctions le 12 juillet 1944.
Il épouse Jeanne Sanson (1904-1995), fille de l'ancien directeur des ports de Calais et de Boulogne Jean Sanson, le 28 décembre 1929, il a quatre enfants : Geneviève (1930) mariée à Michel Hatte dont le petit-fils Paul Hatte (1993) est élu benjamin du conseil de Paris en 2020, Denise (1933), Bernard (1935) et Christian (1936). Il est le cousin de René Le Bas ayant donné son nom à l'Hôpital des armées René-Le-Bas de Cherbourg, premier médecin militaire à rallier les forces navales françaises libres et disparu tragiquement à bord du sous-marin Surcouf.

### «Le préfet des ruines»
Au lendemain de la libération du Cotentin par les Alliés en juin 1944, le Général de Gaulle, par le biais de François Coulet, Commissaire régional de la République, sur proposition du Conseil national de la Résistance, en fait son représentant dans la Manche. Il entre ainsi en fonctions le 9 juillet à Bayeux. Il obtiendra plus tard, à cette occasion, le surnom de « préfet des ruines », en raison du travail colossal qu'il entreprit pour reconstruire la Manche.
Le 13 juillet, il écrit, en lettre ouverte affichée sur les murs de la Manche :

« Carentan, le 13 juillet 1944
Au nom du gouvernement provisoire de la France, 
au nom du Général de Gaulle, 
je prends le pouvoir dans le département de la Manche.
Demain 14 juillet 1944, sera fêtée la renaissance de la France libérée, généreuse et souveraine. Cherbourg sera le théâtre d'une manifestation républicaine où s'affirmeront pleinement les idées de LIBERTÉ, de JUSTICE et de SOLIDARITÉ. Que nos pensées émues aillent à tous nos morts, civils et militaires, à nos blessés, à tous ceux que la mort a durement frappés, à nos alliés qui combattirent si vaillamment pour notre délivrance.
La Manche a eu avec le Calvados le terrible honneur de voir débarquer les forces Alliées : nos peines sont la rançon de notre joie, acceptons-les avec une digne abnégation. Acceptons tout pour que vive une France nouvelle, purifiée, tendue vers l'Idéal. Que la France que nous allons construire soit éloignée des erreurs d'un passé déjà lointain, et d'un passé tout récent fait de trahison et d'abdication.
Que tous les Français s'unissent demain dans une même pensée d'amour, de travail et de discipline.
Pavoisez tous aux couleurs Alliées.
Vive de Gaulle,
Vive la France une et indivisible.
Votre Préfet :
Édouard Lebas. »

Du 13 juillet au 4 août, il réside à Cherbourg puis s'installe à Lengronne. Le nouveau préfet s'établit ensuite à l'École normale d'institutrices de Coutances, devenue chef-lieu provisoire de la Manche, tandis que Saint-Lô est entièrement détruite par les bombardements et les combats.
Surnommé « préfet des ruines », en référence aux ravages subis par le département lors de la Bataille de Normandie et aux travaux de reconstruction qu'il entreprend, il reste en poste de préfet de la Manche jusqu'en octobre 1953, hormis une parenthèse éphémère comme préfet de l'Orne entre le 25 mai et le 1er août 1946. Il se rétablit à Coutances bien qu'il fût très favorable au rétablissement de Saint-Lô en tant que chef-lieu administratif. Il entreprit d'ailleurs la reconstruction de « l'hôtel du préfet » qu'il n'occupa jamais, promu inspecteur général de l'Administration en 1953.
Celui qui était qualifié de haut fonctionnaire affable, fin politique, d'abord austère, s'était donné pour objectif d'assurer une transition politique la plus calme possible avec Vichy, tout en restant très fidèle à ses idéaux de Résistance. C'est dans cet esprit qu'il appelle les Manchois, dans ses vœux du 1er janvier 1945, à « vaincre leur égoïsme », à « s’aider les uns les autres » et à « punir les gros profiteurs » de la pénurie alimentaire pour que « partout règnent la justice, la solidarité et la bonté ».

### L'après-guerre et l'apogée
Il accueillit le général de Gaulle le 20 août 1944 et le 10 juin 1945 dans cette Manche libérée.
Édouard Lebas est fait chevalier de la Légion d'honneur le 1er janvier 1946. Dans le discours fait à l'occasion de la remise d'insigne, le président du conseil général Daniel Cuche déclare « Vous devez trouver ici l'attachement d'une population qui se souvient que, pendant l'Occupation, vous avez combattu pour elle ; qui se souviendra de ce que vous faites, en ce moment, pour le relèvement de ses ruines. Votre situation morale, votre valeur professionnelle auraient pu vous conduire vers des sinécures calmes et dorées. En résistant, vous avez préféré la lutte. »
Préfet entreprenant, il allait jusqu'à organiser conférences et spectacles lui-même. De plus, il était parallèlement membre du Conseil supérieur de la réunion des théâtres lyriques. Il invita à cette occasion la cantatrice Mado Robin dans l'ancien théâtre de Coutances.
En 1951, il accueille le général Eisenhower à Sainte-Mère-Église pour fleurir la première borne de la voie de la Liberté à l'occasion du 7e anniversaire du débarquement.
En 1952, il participe à l'inauguration de la nouvelle gare transatlantique de Cherbourg en accueillant le président Antoine Pinay dans la Manche, en campagne de diffusion publique de son emprunt gagé sur l'or.

### De la préfecture à l'Assemblée nationale
Édouard Lebas accède à l'honorariat en 1959. Il se lance alors dans l'action politique et devient candidat gaulliste à la députation dans la troisième circonscription de la Manche (circonscription de Coutances-Granville). Élu contre le député sortant Étienne Fauvel de justesse (500 voix sur 42 000 exprimées), il siège comme non inscrit à l'Assemblée nationale entre novembre 1958 et 1962. Pendant sa campagne, il terminait ses discours par des « Vive de Gaulle ». Il déclara ainsi, dans une réunion électorale : « Le général de Gaulle m'a dit que c'est cent Lebas qu'il lui faut ». Aussi, il affirma à ses électeurs que « Voter Lebas, c'est soutenir De Gaulle, c'est voter pour la France ».
Toutefois, le préfet fit montre de positions anti-gaullistes, suivant une carrière politique très droitière. Partisan de l'Algérie française, il vote alors la motion de censure du 5 octobre 1962 et prône le « non » au référendum du 28 octobre 1962.
Critique, il dira de l'Assemblée nationale que ses élus n'étaient que des pantins.
Jean Faucher le qualifiera du « plus spirituel de nos élus ».
Il devint ensuite inspecteur général de l'administration au Ministère de l'Intérieur.

### Le déclin
Partisan de l'Algérie française, il s'oppose à De Gaulle. Le 17 mars 1963, il écrit dans Combat : « Nous vivons depuis mai 1958 sur la plus grande duperie de l'histoire et depuis octobre 1962 sur la plus grande imposture. La cause du mal c'est la volonté tenace, bien que supérieurement camouflée, du Général de Gaulle. Il faut donc dénoncer à la masse, sans subterfuges et sans faux-fuyants, le responsable du mal dont meurent la République et la Liberté ».
Édouard Lebas s’abstient notamment lors du vote du 2 janvier 1960 sur les pouvoirs spéciaux, à la suite de la « semaine des barricades » à Alger, ainsi que sur la demande de levée d’immunité parlementaire de Pierre Lagaillarde, le 7 décembre suivant, et lors du vote sur l'approbation du programme du Gouvernement de Georges Pompidou, le 27 avril 1960. Il rejoint clairement l’opposition au Général de Gaulle en votant contre la levée de l’immunité parlementaire de Georges Bidault, le 5 juillet 1962, puis en votant la motion de censure du 5 octobre 1962, la seule à avoir été adoptée sous la Ve République, et à laquelle le chef de l’État réagit par la dissolution de l'assemblée nationale.
Candidat à sa réélection, Édouard Lebas est cependant battu, aux élections législatives de novembre 1962, par Henri Baudouin, candidat soutenu par les gaullistes, qui triomphe dès le premier tour avec près de 69 % des suffrages exprimés. Il ne recueille en effet que 17 % des suffrages. Il n’était pas partisan du « oui » au référendum sur l'élection du président de la République au suffrage universel direct.
Habitant du 14e arrondissement de Paris, il se présente une dernière fois aux élections législatives de 1967 sous l'étiquette Centre Démocrate et Républicain dans la 15e circonscription de Paris (Montparnasse, Petit-Montrouge et Parc-de-Montsouris) où il arrive troisième au premier tour en obtenant 15,58 % des voix.
Rendu à « ses chères études » dès 1962, il se retire de la vie politique dans le Cotentin, à Carteret, et se consacre à l'écriture.

### L'écrivain
L'ancien résistant se lança dans une carrière littéraire engagée. Il publia Éternité de Corneille ainsi que plusieurs romans qui critiquaient la nouvelle société civile et religieuse, tels que Le Contestataire ou encore Les fossoyeurs du soir dans lequel il attaqua violemment ceux qui étaient alors surnommés les « nouveaux prêtres ».
Jusqu'à son décès en 1975, Édouard Lebas resta conservateur. C'est ainsi qu'en 1969, il publia un terrible pamphlet dans le Journal du Parlement contre celui qu'il surnommait « Pompilate » en utilisant ces termes : « Pompidou 1er le Mécréant s'est astreint à aller à la messe ».
Il fut par ailleurs membre de la société des gens de lettres et de la société des auteurs dramatiques.
Édouard Lebas meurt dans son lit, à Carteret, le 4 juillet 1975, où il est inhumé.

## Distinctions
- Chevalier de la Légion d'honneur, le 1er janvier 1946[21]
- Officier de l'ordre des Palmes académiques
- Chevalier de l'ordre du Mérite agricole
- Croix du combattant volontaire de la Résistance
- Croix du combattant
- Médaille de la Liberté
- Commandeur de l'ordre du Ouissam alaouite

## Publications
- Guillaume Lecadet, La guerre dans le Cotentin : Montebourg dans la bataille (préface, 1945).
- Le Champ de bataille de la libération, 1946.
- Guillaume Lecadet, Le Versailles normand aux heures tragiques (préface, 1947).
- Quand le soleil s'éteint, 1947.
- Des jeunes filles dans la bataille de Normandie : juin-juillet 1944 : carnet de bord des pensionnaires sous les bombes (préface, 1949).
- Putpoule, 1971.
- Monsieur de La Cordillère, 1971.
- Le Contestataire, 1972.
- Les Fossoyeurs du soir, 1973.
- Les Amitiés dangereuses, 1975.

## Sources et références
1. ↑  « Le général De Gaulle à Saint Lô et à Coutances » [vidéo], sur Ina.fr (consulté le 2 août 2020).
2. 1 2  « Édouard Lebas », sur Sycomore, base de données des députés de l'Assemblée nationale.
3. 1 2 3 4  Dictionnaire des Personnages remarquables de la Manche.
4. 1 2  Un homme, une vie, un soldat., edouardlebas.wordpress.com
5. 1 2 3  « Quelques personnages célèbres de la Manche », Archives départementales de la Manche, 2009
6. ↑  Action PTT, beaucoudray.free.fr
7. ↑  « LEBAS, Edouard Augustin | France Archives », sur FranceArchives (consulté le 18 décembre 2018)
8. ↑  « Un homme, une vie, un soldat. », sur Le blog d'Edouard Lebas, 8 février 2010 (consulté le 2 août 2020).
9. ↑  Archives départementales de la Manche
10. ↑  Résistance en France, beaucoudray.free.fr
11. ↑  « Discours de Daniel Cuche lors de la remise de la Légion d'honneur », sur .archives.manche.fr.
12. ↑  Vidéo INA http://www.ina.fr/histoire-et-conflits/seconde-guerre-mondiale/video/AFE85004100/anniversaire-du-debarquement.fr.html
13. ↑  Vidéo de l'INA http://www.ina.fr/economie-et-societe/vie-economique/video/AFE85004578/le-president-pinay-a-cherbourg.fr.html
14. ↑  Décision no 58-41 du 6 février 1959 du Conseil constitutionnel
15. ↑  Députés de Basse-Normandie: les élections législatives sous la Cinquième République
16. ↑  Onze ans de malheur
17. ↑  Jean André Faucher, La Cinquième République, Galic, 1962, 325 p. (lire en ligne).
18. ↑  Jean André Faucher, La Cinquième République, Galic, 1962, 325 p. (lire en ligne), p.174.
19. ↑  Offense au Chef de l'État, Nouvelles éditions latines, 1964, p. 162.
20. 1 2  « Edouard Lebas - Base de données des députés français depuis 1789 - Assemblée nationale », sur www2.assemblee-nationale.fr (consulté le 26 août 2019)
21. ↑  Législatives 1967 (Paris, 15e circonscription) : professions de foi du 1er tour, 1967 (lire en ligne)
22. ↑  « Elections législatives 1958-2012 - data.gouv.fr », sur www.data.gouv.fr (consulté le 26 août 2019)